# Levan Korgalidze
Levan Korgalidze (in georgiano ლევან კორღალიძე?; Tbilisi, 21 febbraio 1980) è un allenatore di calcio ed ex calciatore georgiano, di ruolo centrocampista.
È il figlio di Otar Korgalidze, anch'egli calciatore.

## Palmarès

### Giocatore

#### Competizioni nazionali
- Campionato lettone: 6

Skonto: 1999, 2000, 2001, 2002, 2003, 2004
- Campionato moldavo: 1

Dacia Chișinău: 2010-2011
- Coppa di Lettonia: 3

Skonto: 2000, 2001, 2002

#### Competizioni internazionali
- Coppa della Livonia: 3

Skonto: 2003, 2004, 2005